# Диогу Лопиш ди Секейра
Дио́гу Ло́пиш ди Секе́йра (порт. Diogo Lopes de Sequeira; 1465, Аландроал — 1530) — португальский мореплаватель, адмирал. В 1509 году первым из европейцев достиг Малакки.

## Цель плавания Секейры
В начале XVI века португальцы, победив в битвах при Кананоре и Диу, прочно обосновались в Индийском океане и на Малабарском побережье. В Гоа была основана столица Португальской Индии. Тем не менее, ещё не была достигнута одна из главных целей португальцев в Азии — найти земли, откуда на мировой рынок поступает основная масса специй, которые так ценились в то время в Европе. Чтобы найти знаменитые «Острова пряностей», было решено предпринять плавание к востоку от Цейлона. Для этого в 1508 году, ещё до битвы при Диу, в Лиссабоне по приказу Мануэла I была снаряжена специальная флотилия из четырёх кораблей под командованием Диогу Лопиша ди Секейры. Среди моряков этой экспедиции был и Фернан Магеллан, который позже возглавил экспедицию, обернувшуюся первым кругосветным путешествием.

## Экспедиция
В апреле 1509 года флотилия прибыла в Кочин, где по приказу вице-короля Франсишку ди Алмейды к ней были присоединены ещё один корабль и несколько десятков солдат, и далее португальцы направились через Бенгальский залив к Малакке, которой благополучно достигли в начале сентября.
Местный султан, уже наслышанный о португальской экспансии, сперва радушно принял португальцев и заключил с ними торговый договор, однако через несколько дней, когда большинство солдат и матросов экспедиции Секейры находились на берегу, приказал напасть на них и попытаться захватить суда. Благодаря тому, что адмирал был вовремя предупрежден одним из офицеров, заподозрившим неладное, атаку малайцев на португальские корабли удалось отбить; однако те моряки, что находились на берегу, почти все были перебиты или захвачены в плен. После артиллерийского обстрела города и безуспешных переговоров о возврате пленных Секейра был вынужден отчалить.

## Дальнейшая судьба
В 1511 году португальцы под командованием Афонсу д’Албукерки вернулись в Малакку, на этот раз уже с 19 боевыми кораблями. После кровопролитного штурма город был взят. В этом сражении участвовал и Диогу Лопиш ди Секейра.
С 1518 по 1522 год занимал пост губернатора Португальской Индии.